# Жоелінтон
Жоелінтон (порт. Joelinton, нар. 14 серпня 1996, Аліанса) — бразильський футболіст, нападник клубу «Ньюкасл Юнайтед» та національної збірної Бразилії.

## Клубна кар'єра
Народився 14 серпня 1996 року в місті Аліанса. Вихованець футбольної школи клубу «Спорт Ресіфі». У 2014 році головний тренер команди, Марсело Мартелотте запросив гравця в основний склад. Але в основі футболіст дебютував лише з приходом на пост наставника команди Едуардо Баптісти. Це сталося 20 березня в матчі чемпіонату штату Пернамбуку проти клубу «Санта-Круз», замінивши Нето Баяно. У тому ж році він допоміг своїй команді виграти чемпіонат штату і Кубок Нордесте. 23 листопада 2014 року Жоелінтон забив свій перший гол у кар'єрі, вразивши ворота «Флуміненсе». 
5 червня 2015 року нападник підписав п'ятирічний контракт з німецьким клубом «Гоффенгайм 1899». Сума трансферу склала 7 млн. бразильських реалів або 2,2 млн євро. 18 грудня 2015 року нападник дебютував у складі клубу в матчі з «Шальке 04», замінивши по ходу гри Жонатана Шміда. 
23 червня 2016 року на правах дворічної оренди перейшов у «Рапід» (Відень). Більшість часу, проведеного у складі віденського клубу, був основним гравцем атакувальної ланки команди, а влітку 2018 року повернувся в «Гоффенгайм 1899». Станом на 14 вересня 2018 року відіграв за гоффенгаймський клуб 3 матчі в національному чемпіонаті.
До складу клубу «Ньюкасл Юнайтед» приєднався 2019 року. Англійський клуб заплатив за нього 44 мільйони євро. Станом на 18 січня 2022 року відіграв за команду з Ньюкасла 88 матчів у національному чемпіонаті.

## Виступи за збірну
2012 року виступав у складі юнацької збірної Бразилії до 17 років, взявши участь у 4 іграх і відзначившись 2 забитими голами.
17 червня 2023 року у товариському матчі проти команди Гвінеї Жоелінтон дебютував у національній збірній Бразилії і в першій грі відзначився забитим голом.

## Досягнення
- Чемпіон штату Пернамбуку: 2014
- Володар Кубка Нордесте: 2014
- Володар Кубка Футбольної ліги (1): 2024-25